# 30068 Frankmelillo
30068 Frankmelillo este o planetă minoră (asteroid) din centura de asteroizi. A fost descoperită pe 11 martie 2000 la Catalina Station⁠(d) de Catalina Sky Survey și a fost numită după Frank Melillo⁠(d). 
Obiectul prezintă o orbită caracterizată de o semiaxă mare de 2,7540813 UAi, o excentricitate de 0,1626432, o înclinație de 10,66398 ° în raport cu ecliptica.